# Bad Häring
Bad Häring – gmina uzdrowiskowa w zachodniej Austrii, w kraju związkowym Tyrol, w powiecie Kufstein. Liczy 2604 mieszkańców (1 stycznia 2015).